# 임동면
임동면(臨東面)은 대한민국 경상북도 안동시의 면이다.

## 연혁
- 고려 시대에는 임하현(臨河縣)이었다.
- 조선 숙종때 임하현이 분할되면서 안동군에 편입
- 1914년 4월 1일 : 행정구역 개편으로 8개 법정리로 개편(동산리가 영양군 입암면으로 편입)
- 1974년 7월 1일 : 안동댐 건설로 월곡면 마동리, 사월리와 임하면 망천리, 길안면 지리를 편입
- 1993년 : 임하댐 건설로 지례리가 길안면에 편입되었고 수곡2리 폐지

## 행정 구역
| 법정리 | 행정리                    | 비고                   |
| ------ | ------------------------- | ---------------------- |
| 갈전리 | 갈전1리, 갈전2리          |                        |
| 고천리 | 고천1리, 고천2리          |                        |
| 대곡리 | 대곡1리, 대곡2리          |                        |
| 마리   | 마리                      |                        |
| 마령리 | 마령1리, 마령2리, 마령3리 |                        |
| 망천리 | 망천1리, 망천2리          |                        |
| 박곡리 | 박곡리                    |                        |
| 사월리 | 사월리                    |                        |
| 수곡리 | 수곡리                    |                        |
| 위리   | 위1리, 위2리              |                        |
| 중평리 | 중평1리, 중평2리          | 면 행정복지센터 소재지 |
| 지리   | 지리                      |                        |

## 교육 기관
- 임동초등학교
- 임동중학교

## 문화재
- 안동 수곡리 암각화
- 수애당
- 안동 임동면의 굴참나무

## 교통
- 국도 제34호선

## 사건
- 2021년 2월 : 산불 발생, 산림이 일부 소실되기도 함.